# Brezovo, Sevnica
Brezovo je naselje v Občini Sevnica. Leta 2020 je v naselju živelo 65 oseb.